# Baranowiec
Baranowiec – wieś w Polsce położona w województwie wielkopolskim, w powiecie kolskim, w gminie Dąbie.